# Corso dell'Arzilla
Corso dell'Arzilla este o arie protejată (arie specială de conservare — SAC, sit de importanță comunitară — SCI) din Italia întinsă pe o suprafață de 327 ha, integral pe uscat.

## Localizare
Centrul sitului Corso dell'Arzilla este situat la coordonatele 43°50′00″N 12°56′47″E / 43.833333°N 12.946389°E.

## Înființare
Situl Corso dell'Arzilla a fost declarat sit de importanță comunitară în iunie 1995 pentru a proteja 4 specii de animale. Situl a fost protejat și ca arie specială de conservare în decembrie 2016.

## Biodiversitate
Situată în ecoregiunea continentală, aria protejată conține 4 habitate naturale: Galerii de Salix alba și de Populus alba, Păduri de stejar alb estice, Păduri aluvionare cu Alnus glutinosa și Fraxinus excelsior (Alno-Padion, Alnion incanae, Salicion albae), Liziere de ierburi înalte hidrofile de câmpie și de nivel montan până la alpin.
La baza desemnării sitului se află mai multe specii protejate de  păsări (4): presură de grădină (Emberiza hortulana), șoimul rândunelelor (Falco subbuteo), sfrâncioc roșiatic (Lanius collurio), silvie de tufiș (Sylvia undata)
Pe lângă speciile protejate, pe teritoriul sitului au mai fost identificate 2 specii de plante, 2 specii de păsări, 1 specie de mamifere, 4 specii de reptile.